# Ферин, Михаил Алексеевич
Михаи́л Алексе́евич Фе́рин (1907, Торжок, Новоторжский уезд, Тверская губерния, Российская империя — 1979) — советский хозяйственный деятель, организатор авиационного производства.

## Биография
Родился 1 (14) декабря 1907 года в Торжке (ныне Тверская область). Окончил МИСиС (1935) по специальности инженер-технолог. Член ВКП(б) с 1927 года.
В 1939 году — главный металлург завода № 26 (Рыбинск, Ярославская область). В 1947—1977 годах — директор Уфимского моторостроительного завода. Под его руководством освоен выпуск новых видов продукции, разработан и внедрён в производство новый жаростойкий сплав для клапанов авиамоторов, заменяющий цветные металлы, внедрено высокомеханизированное и автоматизированное производство двигателей для автомобилей семейства «Москвич», объем производства был увеличен в 2 раза, освоено более 25 образцов новейших авиационных и ракетных двигателей.
Кандидат технических наук (1947). Автор более 30 научных трудов. Депутат ВС СССР 3—9 созывов (1950—1979). Делегат XXI—XXV съездов КПСС,
Умер 29 июля 1979 года. Похоронен в Уфе на Аллее Героев Южного кладбища.

## Награды и премии
- Сталинская премия второй степени (1946) — за разработку и внедрение в производство нового жаростойкого сплава для клапанов авиамоторов, заменяющего дефицитные цветные металлы
- Государственная премия СССР (1974) — за разработку и внедрение высокомеханизированного и автоматизированного производства двигателей, устанавливаемых на семейство автомобилей «Москвич» АЗЛК.
- заслуженный деятель науки и техники РСФСР (1968),
- заслуженный деятель науки и техники БАССР (1958),
- почётный моторостроитель (1985).
- Герой Социалистического Труда (1957)
- пять орденов Ленина (1945, 1957, 1966, 1971, 1975)
- три ордена Трудового Красного Знамени (1943, 1957, 1962)
- орден «Знак Почёта» (1939)

## Память
- В Уфе ему установлен памятник
- В честь него названа улица Ферина в жилом районе Инорс Калининского района города Уфы
- Лицей № 60 в микрорайоне Инорс Калининского района города Уфы с 2018-го года носит название МАОУ «Лицей № 60» имени М. А. Ферина